# Orquesta Barroca Catalana
La Orquesta Barroca Catalana (en catalán: Orquestra Barroca Catalana) es una agrupación musical destinada a la difusión y puesta en valor del patrimonio musical barroco con instrumentos originales, fundada en Barcelona por Sergi Casademunt y Santi Aubert en 1993.

## Trayectoria
Desde su creación, ha participado en prestigiosas citas musicales, como el Festival de Música Antigua de Barcelona, el Festival de la Porta Ferrada de Sant Feliu de Guíxols, el Festival de Torroella de Montgrí, Els Diumenges al Palau, la Semana de Música Antigua de Mataró, el Festival Pau Casals de Vendrell, el Festival de Música Renacentista y Barroca de Vélez-Blanco, el Festival de Música Antiga dels Pirineus y el Festival Musique en Catalogne Romane en Elna (Francia), donde es invitada anualmente. Además, ha realizado grabaciones para Catalunya Música y para TV3.
A lo largo de su historia, y en virtud a su compromiso con el rescate de autores y obras desconocidas, la orquesta ha efectuado el redescubrimieto de música de compositores catalanes como Francesc Valls, Domènec Terradellas, Ferran Sor o los hermanos Pla; del valenciano Vicent Martín i Soler; del francés Charles Desmazures; o de los músicos italianos Emanuele d'Astorga, Angelo Ragazzi o Alessandro Scarlatti.
Ha sido dirigida por maestros tan célebres como Barry Sargent, Eva Kollar, Paul Dombrecht, Jordi Casas, Charles Limouse, Helena Zemanová, Simon Carrington, Josep Vila i Casañas, Olivia Centurioni, Helmut Breuer, Hiro Kurosaki, Manuel Valdivieso o Xavier Puig, entre otros. Asimismo, ha ofrecido conciertos junto prestigiosos solistas, tanto instrumentistas —como el fagotista Josep Borràs, el oboísta Ivan Alcazo o la traversista Marina Comas— como cantantes —como las sopranos Olalla Alemán, Núria Rial, Raquel Andueza, Marta Almajano, Ruth Rosique y Marta Matheu; las mezzosopranos Marisa Martins y Marta Infante; el tenor Lluís Vilamajó; los barítonos Jordi Ricart, David Menéndez, Enric Martínez-Castignani y David Wilson-Johnson; el bajo Pau Bordas, o los contratenores Jordi Domènech, Michael Chance, Robert Expert y Xavier Sabata—. Además, han actuado junto a célebres agrupaciones vocales, entre las que destacan el Orfeón Catalán, el Coro de Cámara del Palacio de la Música o la Escolanía de Montserrat.

## Galardones
- 2012 - Premi 440 Clàssica al mejor disco de música clásica del año 2011, otorgado por la revista musical Enderrock, por el CD Manuel Pla i Josep Pla: Música religiosa a solo[9]

## Discografía
- 2011 - Manuel Pla i Josep Pla: Música religiosa a solo, con Raquel Andueza (soprano) y Pau Bordas (bajo), dirigida por Olivia Centurioni (La mà de guido; galardonado con el Premi 440 Clàssica 2012 al mejor disco de música clásica del año 2011)